# Ravensberg (Borgholzhausen)
Der Ravensberg (auch Ravensbrink, plattdeutsch Ramskenbrink) ist eine 269 m ü. NHN hohe Anhöhe im Teutoburger Wald, auf dem die Burg Ravensberg steht (zwischen Borgholzhausen und Halle (Westf.)). Sie liegt im Naturschutzgebiet Ravensberg – Barenberg.